# Vida de Alejandro Nevsky (manuscrito ilustrado)

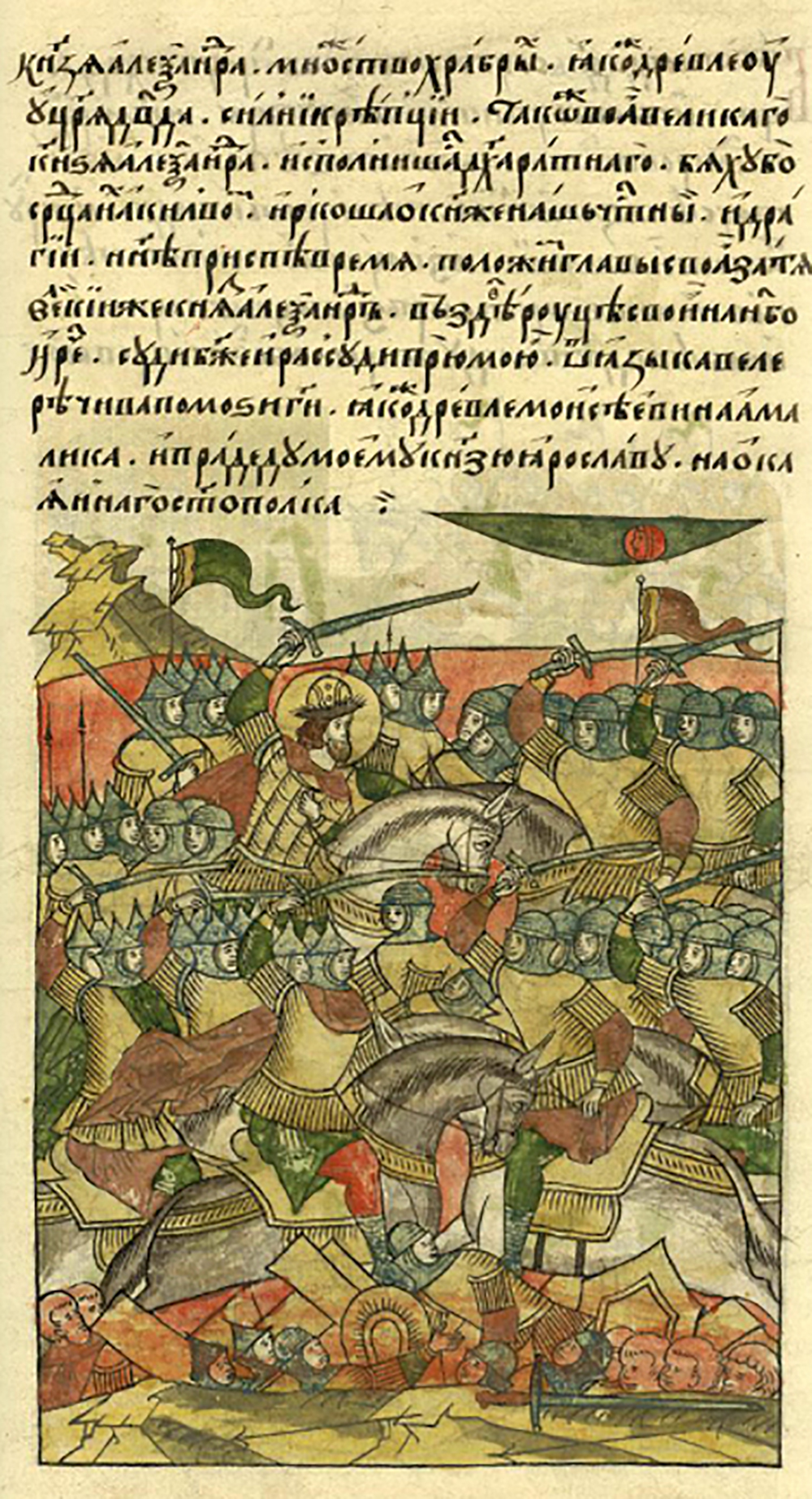
Ilustración de la Batalla del Lago Peipus.

La vida de Alejandro Nevski (en ruso: Житие Александра Невского, Zhitiyé Aleksandra Névskogo) es un manuscrito ilustrado ruso de finales del siglo XVI (1560-1570). Se conserva en la Biblioteca Pública de Saltykov-Shchedrín en San Petersburgo, Rusia.
El trabajo incluye 83 miniaturas y textos que describen la vida y logros de Alejandro Nevski, gobernante y líder militar ruso que defendió la frontera norte rusa contra la invasión sueca, derrotó a los caballeros teutónicos en el lago Peipus en 1242 y realizó unas pocas visitas a Batu Kan para proteger el Principado de Vladímir-Súzdal de las incursiones de los jázaros.